# Gucci

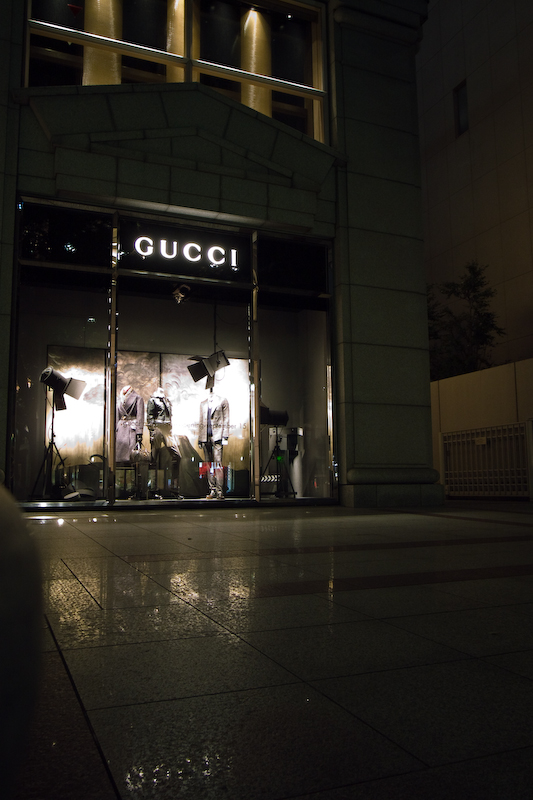
Magazin Gucci noaptea

Gucci este o companie italiană care produce și comercializează produse de lux.
Istoria brandului a început în 1904, atunci când patriarhul familiei, Guccio Gucci, a deschis un atelier de pielărie.
Afacerea a început să ia avânt în 1921, considerat anul oficial de fondare a companiei.
Fiul lui Guccio, Aldo, este cel care a transformat atelierul într-o companie multinațională, cu magazine în toată lumea, după moartea tatălui său, în 1953.
Din anul 1998, casa Gucci aparține grupului Gucci Group, deținut de trustul francez PPR (Pinault-Printemps-Redoute).